# Avery Alder
Pour les articles homonymes, voir Alder.
Avery Alder est une autrice canadienne de jeux de rôle sur table. Elle a conçu des jeux portant sur la vie communautaire, la découverte de soi, les questions LGBTQ et la survie post-apocalyptique.
En collaboration avec Benjamin Rosenbaum (en), Alder a notamment développé le système Belonging Outside Belonging, qui est devenu un modèle pour différents game-designers. Son travail est un sujet d'étude dans l'histoire de la conception de jeux.

## Carrière

### Conception et écriture de jeux
Avery Alder conçoit et écrit des jeux de rôles qui s'inscrivent dans la mouvance des jeux de rôle indépendants. Elle a notamment écrit The Quiet Year, un jeu de cartographie sur la construction d'une communauté. Son jeu Monsterhearts a été l'un des premiers jeux PbtA (Powered by the Apocalypse) publiés après la sortie de Apocalypse World et un des premiers exemples d'un jeu de rôle sur table à parler de questions Queer. Elle a également participé à créer le système Belonging Outside Belonging avec Rosenbaum pour son jeu Dream Askew, Dream Apart.

## Réception et influence

### Analyse académique
Ben Bisogno, de l'Université des Beaux-Arts de Kyoto, a écrit une analyse approfondie des contributions d'Alder au développement de jeux de rôle sans maître de jeu. Dans leur article Transgression in Games and Play, les chercheurs Sihvonen et Strenos établissent des parallèles entre la manière dont les mécaniques de jeu de Monsterhearts ont brisé les normes des jeux de rôle en 2012 et les sujets transgressifs qu'Avery Alder y aborde : « la monstruosité, l'adolescence et la queerness ». L'ouvrage de Kawitzky Magic Circles: Tabletop role-playing games as queer utopian method explore également les « intersections entre la théorie queer, la théorie dys/utopique et le « cercle magique » dans la théorie du jeu » d'Alder. Dans No Dice, No Masters enfin, Eric Stein analyse le système Belonging Outside Belonging d'Alder à travers la philosophie politique de Jacques Rancière.

### Prix et nominations
- The Quiet Year a remporté le prix Indie RPG 2013 du « jeu le plus innovant » ; Le prototype de Dream Askew a également remporté le prix Indie RPG 2014 du « meilleur jeu gratuit »[11] ;
- Monsterhearts a été nommé aux Origins Awards 2013 pour la catégorie « meilleur jeu de rôle »[12] ;
- Dream Askew, Dream Apart a été nommé pour trois catégories des ENnies 2019 : « Meilleur jeu », « Meilleur décor » et « Produit de l'année »[13] ;
- Avery Alder a été récompensée pour l'ensemble de son oeuvre par le prix Lizzie Magie 2025[14],[15].

### Dérivés
Le système Belonging Outside Belonging a été utilisé par la suite pour les jeux d'autres créateurs comme Wanderhome, Balikbayan, en anglais, et Bois Dormant de Melville, aux éditions Dystopia, en français. En juillet 2024, le site Itch.io répertorie 211 jeux avec le tag "Belonging Outside Belonging".
Une partie de Monsterhearts a été jouée dans un épisode spécial de la Saint-Valentin de Critical Role.

## Œuvres choisies
| Titre                         | Éditeur                 | Crédits                       | Date de sortie | Parution française       |
| ----------------------------- | ----------------------- | ----------------------------- | -------------- | ------------------------ |
| Monsterhearts (en)            | Buried Without Ceremony | Designer                      | 2012           |                          |
| Dream Askew, Dream Apart (en) | Buried Without Ceremony | Designer (avec Ben Rosenbaum) | 2013, 2018     |                          |
| The Quiet Year (en)           | Buried Without Ceremony | Designer                      | 2013           |                          |
| Monsterhearts 2               | Buried Without Ceremony | Designer                      | 2017           | chez Lapin Marteau, 2024 |